# Festung Hemsö

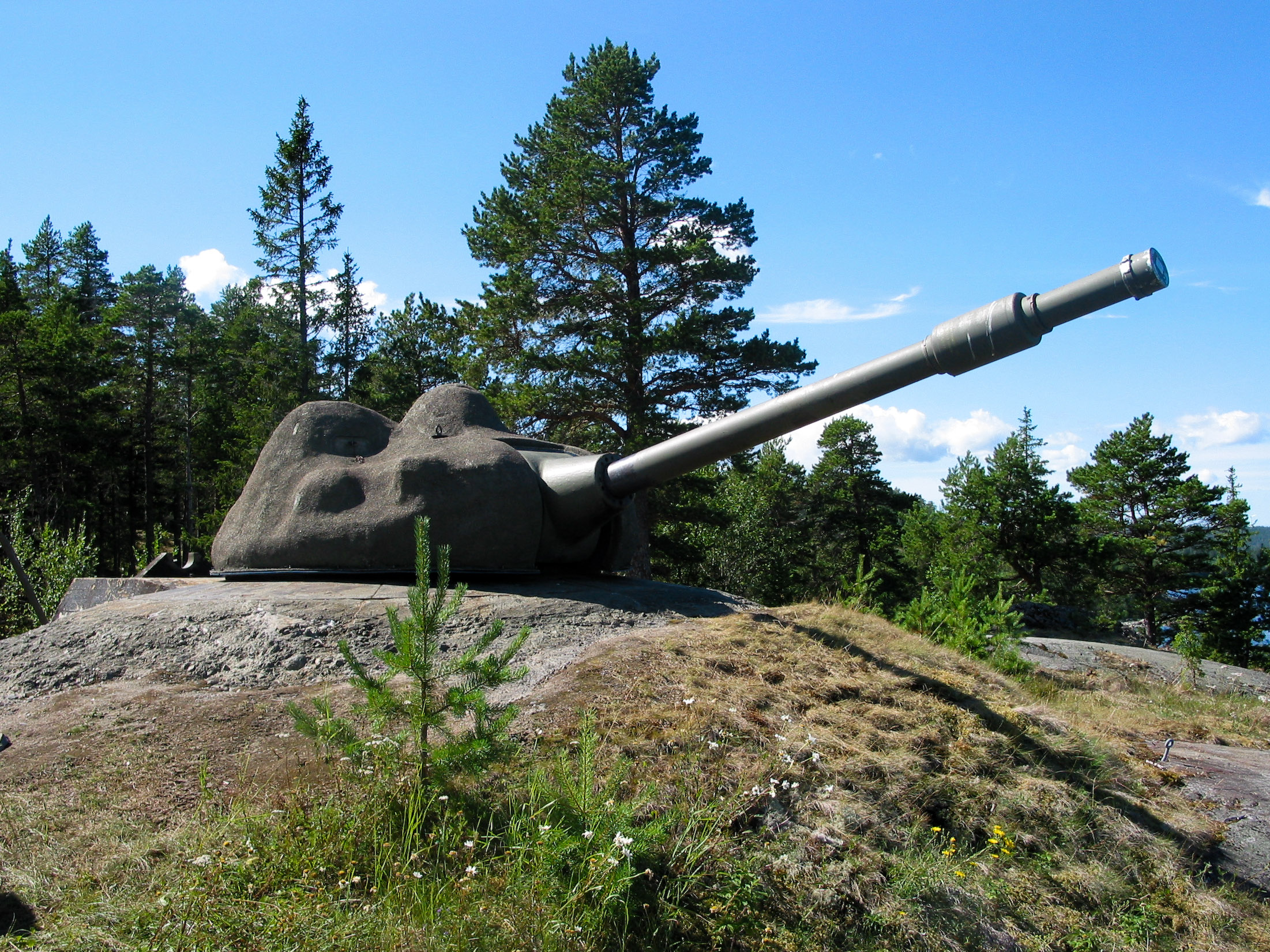
7,5-cm-Kanone

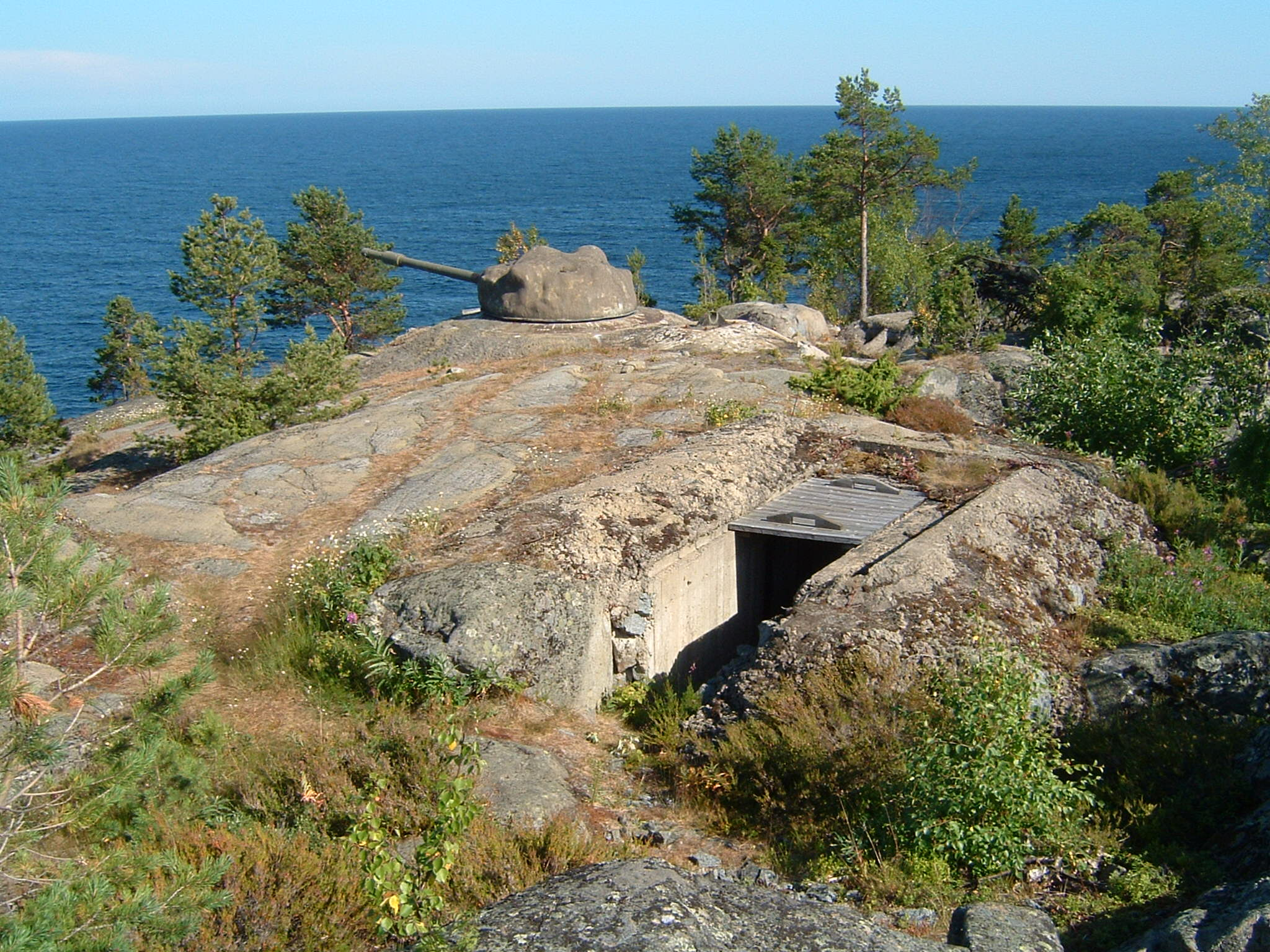
Kanone mit Bunkereingang

Die Festung Hemsö (schwedisch Hemsö fästning) auf der Insel Hemsö war während des Kalten Krieges einer der Eckpfeiler der Küstenabwehrartillerie in Schweden. Der Standort ist aufgrund des Hafens in Härnösand und eines Marinestützpunkts in Gustavsvik von strategischer Bedeutung. Die Idee einer Festung entstand bereits 1883, die ersten Verteidigungsanlagen wurden 1916 gebaut. Die in den 1950er- und 1960er-Jahren gebauten Batterien bestehen aus: einer schweren Batterie am Storråberget mit drei Kanonentürmen mit jeweils zwei 15,2-cm-Kanonen. Eine leichte Batterie auf Havstoudd mit 7,5-cm-Kanone.
Ziel der Batterien war, die Küste vor feindlichen Kriegsschiffen zu verteidigen. Die maximale Reichweite der schweren Kanone betrug rund 22 km. Die Batterien wurden durch Luftabwehrkanonen und andere Arten von Abwehrmechanismen in der Umgebung geschützt. Reste der zum Teil gut erhalten Anlagen sind noch zu sehen.
Der Hauptteil der Anlage befindet sich 40 Meter unter der Erde und wurde damals in den Berg gesprengt. Es gibt Aufzugsschächte, um die Geschosse zu den Kanone an der Oberfläche zu bringen. Die unterirdische Anlage war für 340 Soldaten ausgelegt, die im Kriegsfall- oder auch Nuklearanschlag isoliert leben konnten. Die leichte Batterie in Havstoudd wurde mit 112 Männern verwaltet. Es wurden alle notwendigen Einrichtungen bereitgestellt, darunter Räume für die Steuerung der Kanonen (Feuerwache usw.), Radar- und Funkanlagen, Kraftwerk, technische Werkstätten, Räume für die Verwaltung, alle Arten von Räumen für die tägliche Arbeit des Personals, Einkaufsladen, Krankenhaus usw. Die gesamte Anlage wurde im Jahr 1989 geschlossen.
1998 wurden sie zu einem besonderen Staatsgebäude erklärt. Die Anlagen befinden sich im Eigentum des schwedischen Staates und wird von der National Property Agency verwaltet. Im Sommer 2005 wurde in Storåberget (Standort der schweren Batterie) ein Museum und Restaurant mit Tagungsräumen eröffnet.